# Sociedades Bíblicas Unidas
As Sociedades Bíblicas Unidas é uma rede de 145  Sociedades Bíblicas. Sua sede está localizada em Swindon, Inglaterra.

## História
A organização foi fundada em 1948 com representantes de várias sociedades nacionais  Sociedades Bíblicas.  Em 2008, possuía 100 sociedades associadas. Em 2013, possuía 145 sociedades associadas em mais de 200 países.. Em 2019, ela havia traduzido a Bíblia inteira com seus parceiros em 694 idiomas.